# (32144) 2000 LA29
2000 LA29 (asteroide 32144) é um asteroide da cintura principal. Possui uma excentricidade de 0.22092600 e uma inclinação de 6.58572º.
Este asteroide foi descoberto no dia 9 de junho de 2000 por LONEOS em Anderson Mesa.